# Rochester Falls
Rochester Falls är ett vattenfall i Mauritius.   Det ligger i distriktet Savanne, i den sydvästra delen av landet, 40 km söder om huvudstaden Port Louis. Rochester Falls ligger 60 meter över havet. Det ligger på ön Mauritius.
Terrängen runt Rochester Falls är kuperad åt nordväst, men åt sydost är den platt. Havet är nära Rochester Falls söderut.  Närmaste större samhälle är Surinam, 1,3 km söder om Rochester Falls. 